# Gourhel
Gourhel település Franciaországban, Morbihan megyében. Lakosainak száma 724 fő (2022. január 1.). Gourhel Ploërmel és Campénéac községekkel határos.

## Népesség
A település népességének változása:
| Lakosok száma | 177  | 366  | 418  | 496  | 635  | 681  | 702  | 721  | 751  | 724  |
|               | 1968 | 1982 | 1990 | 2006 | 2013 | 2015 | 2017 | 2019 | 2020 | 2022 |